# Gusztáv és a pénztárca
A Gusztáv és a pénztárca a Gusztáv című rajzfilmsorozat első évadának huszadik epizódja.

## Rövid tartalom
Gusztáv megtanulja, hogy a kapzsiság nevetséges és elvetendő emberi tulajdonság.

## Alkotók
- Rendezte: Remenyik Lajos
- Írta: Remenyik Lajos, Ujhegyi József
- Zenéjét szerezte: Pethő Zsolt
- Operatőr: Neményi Mária
- Hangmérnök: Horváth Domonkos
- Vágó: Czipauer János
- Hattér: Lengyel Zsolt
- Rajzolták: Bánki Katalin, Koltai Jenő, Peres Júlia
- Színes technika: Boros Magda, Dobrányi Géza
- Gyártásvezető: Bártfai Miklós

Készítette a Pannónia Filmstúdió.